# Jacques D'Hooghe
Jacques D'Hooghe, né le 7 décembre 1950  est un homme politique belge flamand, ancien membre de CD&V, passé à la Lijst Dedecker le 20 juillet 2008.
Il est ingénieur commercial (KUL); chef d'entreprise par intérim; officier de réserve; de 1981 à 1985, il fut secrétaire fédéral adjoint des Mutualités chrétiennes.

## Fonctions politiques
- 1983-1985 : membre du CPAS (Audenarde)
- 1995-1999 : sénateur élu direct
- 2001-2003 : conseiller communal à Audenarde
- 2001-2003 : sénateur élu direct, en remplacement de Réginald Moreels

## Distinction
- Chevalier de l'ordre de Léopold (2003)